# Thomas Insuk Hong
Thomas Insuk Hong est un patineur de vitesse sur piste courte américain.

## Biographie
Sa mère perd les eaux dans une patinoire, pendant une entraînement de sa grande sœur Stephanie. Il naît à Séoul, en Corée, mais sa grand-mère, sa mère et sa sœur déménagent avec lui dans le Maryland quand il a quatre ans. Son père reste en Corée pour garder un meilleur emploi et soutenir sa famille financièrement.
Il commence le short-track à l'âge de cinq ans. L'été et pendant ses vacances, il retourne toujours en Corée du Sud.
Un jour, avant une course, il commence par enfiler son patin droit et tombe pendant la course. Il met et enlève toujours son matériel du côté gauche en premier depuis ce jour.

## Carrière
En 2014, il est le plus jeune participant aux qualifications olympiques américaines.
Sa première compétition internationale multi-sports a lieu en 2016 avec les Jeux olympiques de la jeunesse d'hiver de 2016.
En 2017, il arrive quatrième au classement général des Championnats du monde junior.
Les Coupes du monde de 2017 servent de qualifications aux épreuves de patinage de vitesse sur piste courte aux Jeux olympiques de 2018. À la première manche, aux côtés de John-Henry Krueger, J.R. Celski et Keith Carroll, il arrive en sixième position du 5 000 mètres relais.
En coupe du monde le 13 novembre 2018, il bat le record du monde du relais masculin aux côtés de John-Henry Krueger, Keith Carroll et J.R. Celski, avec un temps de 6 min 29 s 052, soit presque deux secondes de moins que l'ancien record, détenu par le Canada depuis 2012,.